# Oberndorf (Rottenburg)
Oberndorf es un suburbio de Rottenburg am Neckar en el Distrito de Tubinga en Baden-Württemberg (Alemania).

## Geografía
Oberndorf se encuentra a unos seis kilómetros al norte de Rottenburg, a diez kilómetros al oeste de Tubinga y 14 kilómetros al sureste de Herrenberg en una elevación plana entre Ammer y Neckar.

### Extensión
El área del distrito de Oberndorf es 614 hectáreas. Un 70% es área agrícola, 15,7% área boscosa, 13,7% es zona urbana y calles, 0,2% en ríos y 0,3% el resto.

### Capilla

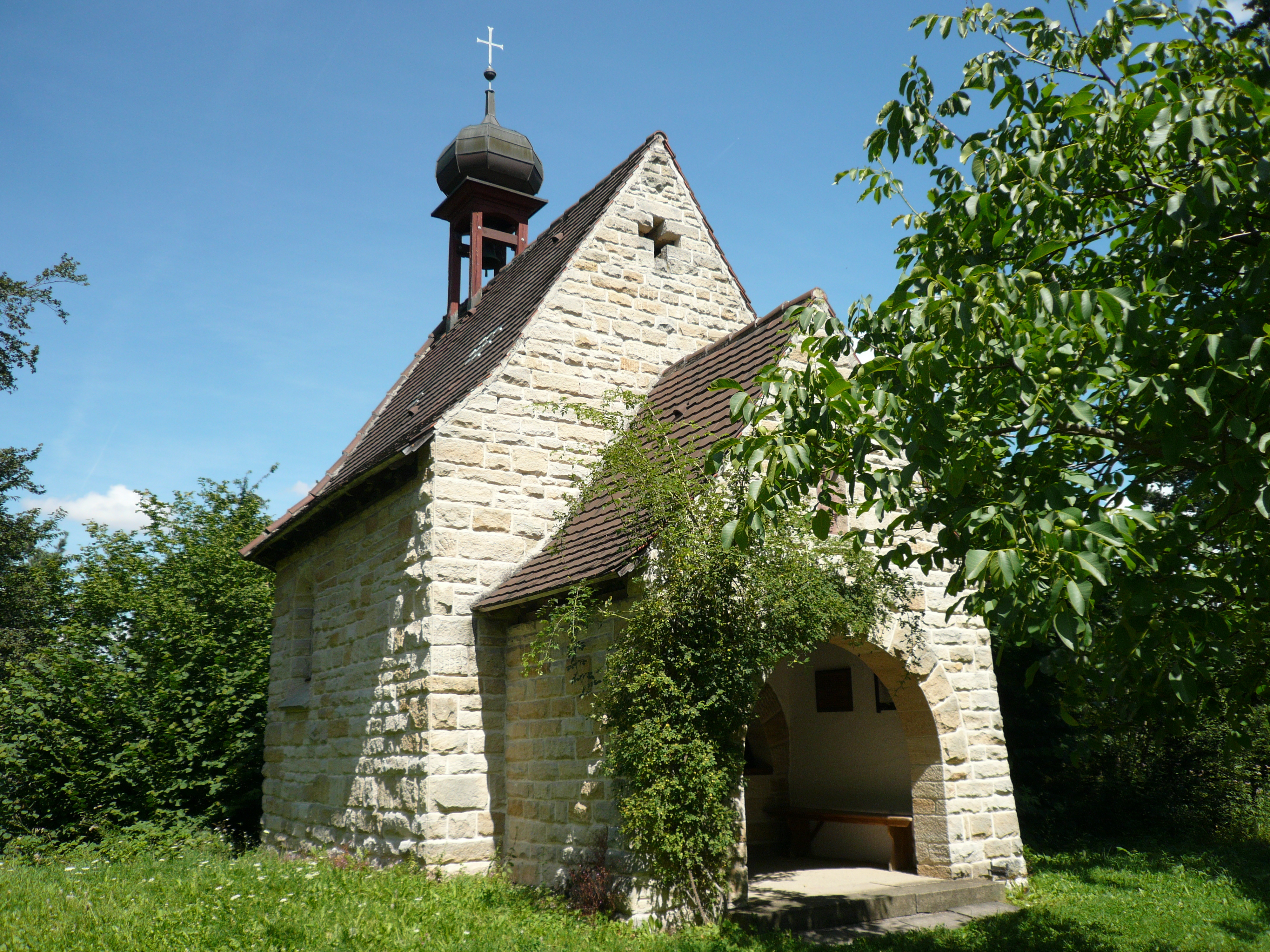
The Marienkapelle

Hay una capilla de la Virgen María en el bosque en Oberndorf. En 1947 se construyó en respuesta al hecho de que la aldea casi escapó de un ataque aéreo en la Segunda Guerra Mundial.

## Historial
El 1 de abril de 1974, Oberndorf se incorporó a la ciudad de Rottenburg am Neckar.

## Sitios externos
- Página oficial

- Datos: Q321602